# سرخس پنج‌انگشتی
سرخس پنج‌انگشتی (نام علمی: Adiantum hispidulum) نام یک گونه از سرده پرسیاوش است.